# 가와사키 닌자 H2
가와사키 닌자 H2(영어: Kawasaki Ninja H2)는 가와사키 중공업에서 2014년부터 생산 중인 닌자 스포츠 바이크 시리즈의 슈퍼차지 슈퍼스포츠급 모터사이클이다.

## 같이 보기
- 가와사키 닌자